# Peter Ressel
Pour les articles homonymes, voir Ressel.
Peter Ressel, né le 4 décembre 1945 à Krommenie, est un joueur de football international néerlandais, qui évoluait comme ailier droit ou attaquant de pointe. Il a joué trois matches avec l'équipe nationale des Pays-Bas en 1974. Il a mis un terme à sa carrière de joueur en 1984, et est depuis devenu agent de joueurs. Il dirige la cellule de recrutement du Sporting d'Anderlecht de 2002 à 2004.

## Carrière

### Début de carrière
Peter Ressel est né aux Pays-Bas, d'un  Allemand des Sudètes exilé et d'une mère néerlandaise, ce qui lui octroie à sa naissance la nationalité ouest-allemande. Il commence le football dans les équipes de jeunes du ASV Apeldoornse Boys, puis rejoint celles des Go Ahead Eagles. En 1965, il joue son premier match en équipe première, et l'année suivante, il est appelé par Georg Kessler pour intégrer l'équipe espoirs des Pays-Bas, mais il ne peut rejoindre l'équipe, n'ayant pas encore la nationalité néerlandaise. Finalement, il joue trois saisons pour les Eagles, puis rejoint le NEC Nimègue. Il preste une saison à Nimègue, où il confirme ses qualités footballistiques, et quitte ensuite le club pour le PSV, un des trois grands clubs des Pays-Bas. Il joue la majorité des matches, mais s'en va après une saison au Lierse, un club belge.

### Premiers trophées avec Feyenoord
Peter Ressel joue deux saisons dans le championnat de Belgique, puis en 1972 il retourne aux Pays-Bas, à Feyenoord, un autre grand du foot néerlandais, récent vainqueur de la Coupe d'Europe des clubs champions. En 1974, il réalise un doublé inédit championnat des Pays-Bas-Coupe UEFA. Il inscrit notamment le second but de son équipe lors du match retour, qui assure définitivement la victoire au club de Rotterdam. Cette année-là, il est également appelé à trois reprises en équipe nationale des Pays-Bas. Il joue encore une saison à Feyenoord, puis repart en Belgique, transféré par le Sporting d'Anderlecht.

### Nouveaux succès à Anderlecht
Avec les mauves bruxellois, Peter Ressel réalise un autre doublé en 1976, en remportant la même année la Coupe de Belgique et la Coupe des vainqueurs de Coupe. C'est la première fois qu'un club belge remporte une Coupe d'Europe. Quelques mois plus tard, il ajoute la Supercoupe de l'UEFA à son palmarès, gagnée face au Bayern Munich. La saison suivante, le club de la capitale belge atteint à nouveau la finale dans ces deux compétitions, mais connaît une issue diamétralement opposée, s'inclinant les deux fois. Il quitte Anderlecht au début de l'année 1978 pour rejoindre les Earthquakes de San José, en NASL, le championnat professionnel américain très rémunérateur.

### Fin de carrière et reconversion
Ce départ aux États-Unis marque le crépuscule de la carrière de Ressel. La saison américaine se jouant sur une année civile, et non à cheval sur deux années comme dans la majorité des pays d'Europe, il revient aux Pays-Bas fin de l'année 1978, et signe un contrat à l'AZ '67. Après quelques mois, il repart jouer une saison en NASL, cette fois pour les Chicago Sting. Fin 1979, il signe à Hasselt, en division 2 belge, où il ne joue que huit matches. Il va terminer la saison au club de Telstar, aux Pays-Bas. Peu après l'entame de la saison suivante, il quitte le club et rejoint le VVV Venlo, où il termine sa carrière professionnelle en 1984.
Après sa retraite sportive, Peter Ressel devient agent de joueurs et recruteur, notamment pour Anderlecht. Il dirige même la cellule de recrutement du club bruxellois après le décès de Jean Dockx, de 2002 à 2004.

### Palmarès
- Vainqueur de la Coupe des vainqueurs de Coupe en 1976 et 1978 avec Anderlecht.
- Vainqueur de la Coupe UEFA en 1974 avec Feyenoord.
- Vainqueur de la Supercoupe de l'UEFA en 1976 avec Anderlecht.
- 1 fois champion des Pays-Bas en 1974 avec Feyenoord.
- Vainqueur de la Coupe de Belgique en 1976 avec Anderlecht.